# Familicídio
Familicídio é um tipo de homicídio ou assassinato-suicídio em que pelo menos um cônjuge e um ou mais filhos são mortos, ou em que um pai ou pais e possivelmente outros parentes como irmãos e avós são mortos. Em alguns casos, todas as vidas dos membros da família são tomadas. Se apenas os pais são mortos, o caso também pode ser referido como um parricídio. Quando todos os membros de uma família são mortos, inclusive quando o assassinato toma a forma de assassinato-suicídio, o crime pode ser referido como aniquilação familiar.

## Estudo daHoward Journal of Criminal Justice
Um estudo feito por criminalistas britânicos e publicado na revista acadêmica Howard Journal of Criminal Justice em agosto de 2013 analisou 71 casos de familicídios noticiados em jornais entre 1980 e 2012 e traçou um perfil dos assassinos.
Em 80% dos 71 crimes analisados, a autoria do crime foi de homens, sendo que, 96% desses homens eram os pais biológicos das crianças mortas. Um total de 60% dos crimes ocorreram a partir do ano 2000, o que expressa uma tendência de aumento desse tipo de crime. Em 55% dos casos, o assassino estava na faixa dos 30 anos e, em 81% dos casos, eles se suicidaram ou tentaram se matar. Divórcios e conflitos sobre a guarda das crianças foram apontados como a motivação mais comum, responsáveis por 66% dos casos. Seguido por dificuldades financeiras, crimes de honra e doenças mentais. Esfaqueamentos e intoxicação por monóxido de carbono foram os métodos mais comuns, de acordo com as estatísticas.
A pesquisa derrubou o argumento que afirmava que os assassinos geralmente são homens fracassados e frustrados profissionalmente, pois 71% deles estavam empregados, com profissões que variavam de cirurgião a carteiro, policial a motorista. O estudo apontou que existem quatro tipos de aniquiladores familiares: o hipócrita, o frustrado, o paranoico e o egoísta.
- O Hipócrita: o assassino busca culpabilizar esposa pelo crime. Ele a considera responsável pela separação da família. Para esses homens, o status de provedor é muito importante para seu conceito de família ideal.
- O Egoísta: o pai vê sua família como a consequência de seu sucesso financeiro, e é através dela que ele mostra suas conquistas e realizações. No entanto, se o pai se torna um fracasso econômico, a família não serve mais essa função.
- O Frustrado: esse assassino acredita que sua família o desapontou, ou agiu de uma forma que prejudicou, difamou ou destruiu sua imagem de vida familiar ideal. Um exemplo pode ser a decepção que eles sentem quando as crianças não estão seguindo os costumes religiosos ou culturais tradicionais do pai.
- O Paranoico: é aquele que percebe uma ameaça externa à família. Ele teme que os serviços sociais ou o sistema legal venham a ficar contra ele e retirar a guarda de seus filhos. Aqui, o crime é originado por um desejo deturpado de proteger a família.

De acordo com David Wilson, da Universidade da Cidade Birmingham, na Grã-Betanha, e um dos autores do estudo, a razão para o aumento deste tipo de crime poderia ser “o sentimento que homens têm em exercer poder e controle” sobre suas famílias. O pesquisador explicou à BBC que “normalmente são os homens que investiram mais em um conceito estereotipado do que significa ser um marido e um pai dentro dessa instituição chamada família. A imagem que eles têm de família é muito simplificada, e não reflete o crescimento do papel dinâmico que a mulher pode exercer na economia e na instituição familiar.” Wilson disse também que o que mais o surpreendeu foram “as ideias extraordinárias que os homens têm quando eles pensam em matar seus filhos. Eles pulam de pontes com seus filhos no colo, e entram com o carro em rios com seus filhos no banco de trás. Essas são maneiras dramáticas e controladoras de cometer um crime” afirmou. “Esse é um grupo de homens desconhecido para o sistema de justiça criminal. É um perfil muito diferente dos assassinos normalmente encontrados em investigações criminais”, concluiu Wilson.
Arquivos de jornais foram usados como instrumento de observação e possibilitaram uma classificação de dados como idade e motivação dos assassinos. De todos os 71 casos, apenas 12 foram cmetidos por mulheres.